# 内川村 (兵庫県)
内川村（うちかわむら）は、兵庫県城崎郡にあった村。現在の豊岡市城崎町の南半にあたる。

## 地理
- 山岳：来日岳
- 河川：円山川

## 歴史
- 1889年（明治22年）4月1日 - 町村制の施行により、上山村・来日村・結村・戸島村・楽々浦村・飯谷村の区域をもって発足。
- 1925年（大正14年）5月23日 - 北但馬地震が発生し、村内に著しい被害。飯谷の集落では27戸全部が倒壊、全焼した[1]。
- 1955年（昭和30年）2月1日 - 城崎町と合併し、改めて城崎町が発足。同日内川村廃止。

昭和の大合併においては、北但地方事務所長より城崎町・内川村・港村の3町村の合併案が示され「将来豊岡市との合併も考えられる」と付記された。県の試案に対し豊岡市は独自に周辺町村への合併勧誘を行い、内川村当局は城崎・豊岡いずれにつくか迫られることとなったが、内川村長・瀬崎藤右衛門は3町村合併を構想し村内でも城崎との合併を求める声が優勢であった。円山川の両岸に村域を持つ内川村としては架橋が最大の優先事項であるが、内川村と豊岡市との協議で豊岡市からは架橋について満足な回答を引き出せなかったことから、架橋を明言した城崎町との協議を進め、1954年（昭和29年）5月22日の村会で3町村の合併案が可決された。ところが同年7月3日に港村は豊岡市との合併を決議したため、内川村は早急な3町村合併は困難であるとして城崎・内川の2町村合併を第一段階として実現することにした。この合併は同年12月1日からを予定し県議会へ提案したが、豊岡市が架橋問題について県に申し入れを行ったために同日までに県議会の議決が得られず、翌1955年（昭和30年）1月にようやく県議会の議決を得て同年2月1日に合併を果たした。県はその後も城崎と豊岡の大合併構想を推進しようとするが、町の性格を異にする城崎と豊岡の対立は深く、昭和期にこの構想は実現しなかった。

## 交通

### 鉄道路線
- 日本国有鉄道
  - 山陰本線
    - 玄武洞駅